# Jaciment petrolífer d'Ayoluengo
El jaciment petrolífer d'Ayoluengo és un jaciment petrolífer situat a Sargentes de la Lora (Espanya. Després de ser descobert el 1960, entrà en servei el 1961 i produeix uns 225 barrils diaris (35,8 m³/d). Té unes reserves provades d'aproximadament 104 milions de barrils (13,9×10⁶ tones). L'operador actual del jaciment és Northern Petroleum.
Fins ara se n'han extret uns 17 milions de barrils.